# Piacra kerülési idő
A kereskedelemben a piacra kerülési idő (TTM = Time to market) az az idő, amely eltelik a termék megalkotásától az értékesítésig. A piacra kerülési idő azért olyan fontos, mert a késés csökkenti azt a piacot, amelyen a gyártóknak el kell adniuk terméküket. Általános feltevés, hogy a TTM leginkább az elsőként piacra kerülő termékeknél számít, de valójában a termék késedelmes bevezetése bármely iparágban negatívan befolyásolhatja a bevételeket – kezdve a bevételszerzés lehetőségének csökkentésétől egészen a termék megjelenéséig, illetve gyorsabban elavulttá teheti a terméket.

## Mérése
A TTM mérésére nincsenek szabványok, és a mért értékek nagyon eltérőek lehetnek. Először is, nagy eltérések vannak abban, hogy a különböző szervezetek hogyan határozzák meg az időszak kezdetét.
Például az autóiparban a fejlesztési időszak a termékkoncepció jóváhagyásával kezdődik. Más szervezetek belátják, hogy kevés fog történni addig, amíg a projektben nincs személyzet, ami a jóváhagyás után sok időt vehet igénybe, ha a fejlesztők már meglévő projekten dolgoznak. Ezért ők a kezdőpontot akkor határozzák meg, amikor a projekt teljes mértékben rendelkezik személyzettel. A projekt kezdeti részét – a jóváhagyás megadása vagy a teljes létszám kialakulása előtt – homályos előszakasznak nevezik, és ez a szakasz sok időt igénybe vehet. Annak ellenére, hogy a homályos előszakasz nehezen mérhető, a hatékony TTM-kezelés érdekében be kell vonni a TTM mérésekbe.
Ezután a TTM időszak végének meghatározásai változnak. Azok, akik a termékfejlesztést mérnöki szempontból nézik, azt mondják, hogy a projekt akkor fejeződik be, amikor a mérnöki osztály átadja a gyártásnak. Mások úgy határozzák meg a befejezést, amikor szállítják az új termék első példányát, vagy amikor a vásárló megvásárolja azt. A nagy volumenű iparágak a végpontot gyakran egy bizonyos termelési mennyiség elérésében határozzák meg, például havi egymillió egység.
Végül, a TTM mérései nagymértékben változnak a komplexitás függvényében – maga a termék összetettsége, a benne alkalmazott technológiák, gyártási folyamatai vagy a projekt szervezeti összetettsége (például a kiszervezett komponensek). A világon először megjelenő új termékek sokkal lassabbak, mint a meglévő termékek származékai. Egyes vállalatok sikeresen kategorizálták termékeiket az újdonságuk szerint, de a bonyolultsági szintek meghatározása továbbra is nehezen megoldható.
Bár a TTM széles körben változhat, csak a szervezet TTM-képessége számít a közvetlen versenytársakhoz képest. A más iparágakban működő szervezetek sokkal gyorsabbak lehetnek, de nem jelentenek veszélyt a versenyre, bár lehet tanulni tőlük és alkalmazni technikáikat.

## TTM és minőség
Sokak hallgatólagos feltételezése az, hogy a TTM és a termékminőség a fejlesztési folyamat ellentétes jellemzői. A TTM javítható (lerövidíthető) a fejlesztési folyamat egyes lépéseinek kihagyásával, ami veszélyezteti a termék minőségét.   Azok számára, akik olyan erősen strukturált fejlesztési folyamatokat használnak, mint a Phase-gate modell vagy a Six Sigma, a termékfejlesztést gyakran követendő lépések egyértelműen meghatározott sorozatának tekintik. Egy lépés kihagyása – például az érzékelt időkényszer miatt – nem csak a minőséget ronthatja, de végső soron meghosszabbíthatja a TTM-et, ha a szervezetnek később végre kell hajtania vagy meg kell ismételnie a lépést.
Más szervezetek agresszívebben működnek, felismerve, hogy nem kell minden lépést végrehajtani minden projektnél. Ezenkívül aktívan alkalmaznak olyan eszközöket és technikákat, amelyek lerövidítik vagy átfedik a lépéseket, csökkentik a döntéshozatali időt és automatizálják a tevékenységeket. Számos ilyen eszköz és technika áll rendelkezésre.

## A TTM típusai
A szervezetek többféle okból törekednek a TTM fejlesztésére. A TTM néhány változata:
- Rugalmasság a piaci ablak eléréséhez . Ez az optimális időpont egy termék bevezetésére és a profit maximalizálására. Ezt megelőzően a termék soha nem fogja elérni a teljes célközönséget. Ezt követően az eladások soha nem érik el az optimális csúcsot.
- A tiszta sebesség, vagyis a termék a lehető leggyorsabban piacra jutása. Ez értékes a gyorsan fejlődő iparágakban, de nem mindig a legjobb cél.
- Kiszámíthatóbb ütemezések. Ahelyett, hogy a lehető leghamarabb elérné a piacot, értékesebb lehet az ütemezett szállítás, például, hogy az új termék elérhető legyen egy kiállításon. Az olyan folyamatok mellett, mint a Stage-Gate vagy a Six Sigma, a projekt kockázatkezelése hatékony eszköz lehet.
- Az erőforrások, különösen a munkaerő minimalizálása. Sok vezető úgy gondolja, hogy minél rövidebb a projekt, annál kevesebbe kerül, ezért megpróbálják a TTM-et a kiadások csökkentésére használni. A TTM csökkentésének elsõdleges eszköze a projekt személyzetének növelése , így egy gyorsabb projekt valójában drágább lehet.
- Rugalmasság a változtatásokhoz. A termékinnováció szorosan kötődik a változáshoz, és gyakran a változtatás szükségessége a projekt közepén jelentkezik. Következésképpen értékes lehet az a képesség, hogy a fejlesztés során változtatásokat hajtsunk végre anélkül, hogy túlzottan megzavarnánk a folyamatot. Cél lehet például a vevők elégedettsége, amit a fejlesztés során a termékkövetelményeknek a vásárlói visszajelzések alapján történő módosításával lehet elérni. Ekkor a TTM-et az utolsó követelménymódosítástól a termék szállításáig mérhetjük.

Ezek a TTM típusok azt szemléltetik, hogy a szervezet TTM céljait össze kell hangolni az üzleti stratégiájával, nem pedig vakon követni a gyorsaságot.

## Előzmények
Az első rögzített konferenciát a piacra kerülési időről Bart Hall, az AiC munkatársa szervezte, és 1995. október 25-én és 26-án tartották a londoni St James Hotelben. Az eseményt Mike Woodman vezette, aki akkor a Logica munkatársa volt és most a Coplexia Consulting-nál dolgozik, valamint Allen Porter az AIIT munkatársa.